# Volker Glatt
Volker Glatt (* 8. Juli 1937 in Karlsruhe; † 14. Oktober 2023) war ein deutscher Brigadegeneral des Heeres der Bundeswehr.

## Leben
Glatt trat am 1. April 1957 beim Grenadierbataillon 24 in Ellwangen in die Bundeswehr ein, durchlief die Offizierausbildung, war Zugführer und S1/S2-Offizier (Personalwesen/Militärisches Nachrichtenwesen) bis Ende März 1960. Anschließend studierte er von 1960 bis 1965 in Heidelberg und Berlin und erlangte einen Abschluss als Diplom-Psychologe. 1965 wurde er in die Bundeswehr beim Panzergranadierlehrbataillon 351 in Hammelburg wiedereingestellt und wurde 1966 Kompaniechef im Panzergrenadierbataillon 72 in Hamburg.
Von 1969 bis 1971 absolvierte Glatt den 12. Generalstabslehrgang Heer an der Führungsakademie der Bundeswehr in Hamburg, wo er zum Offizier im Generalstabsdienst ausgebildet wurde. Danach wurde er 1971 Referent P III im Bundesministerium der Verteidigung auf der Hardthöhe in Bonn, 1974 G3 der Panzerbrigade 36 in Bad Mergentheim, 1976 Referent an der Ständigen Vertretung der Bundesrepublik Deutschland bei der NATO in Brüssel in Belgien, 1979 Referent für Militärstrategie, im Januar 1981 Referatsleiter für Militärpolitische Grundlagen und im Oktober 1984 stellvertretender Brigadekommandeur der Heimatschutzbrigade 53 in Düren.
Glatt wurde im April 1985 Brigadekommandeur der Heimatschutzbrigade 53 in Düren und im April 1988 zum Brigadegeneral ernannt. Im April 1990 wurde er Unterabteilungsleiter II in der Personalabteilung im Bundesministerium der Verteidigung und im April Deutscher Militärischer Vertreter im Hauptquartier Supreme Headquarters Allied Powers Europe der NATO in Mons in Belgien. Mit Ablauf des September 1997 wurde er in den Ruhestand versetzt.
Glatt war evangelisch, verheiratet und hatte drei Töchter. Er wurde in Müllheim im Markgräflerland beigesetzt.
Glatt war Träger des Verdienstkreuzes am Bande des Verdienstordens der Bundesrepublik Deutschland und des  spanischen Militärverdienstkreuzes 1. Klasse.